# Bubertré
Bubertré est une ancienne commune française, située dans le département de l'Orne en région Normandie, devenue le 1er janvier 2016 une commune déléguée au sein de la commune nouvelle de Tourouvre au Perche.
Elle est peuplée de 129 habitants (les Bubertois).

## Géographie
La commune se situe dans la région naturelle du Perche et appartient au canton de Tourouvre au Perche dans l'arrondissement de Mortagne-au-Perche.
| Lignerolles                     | Prépotin                                                                          | Bresolettes, Randonnai (par un angle), La Poterie-au-Perche (par un angle), Tourouvre |
| Lignerolles, Champs             | Bubertré                                                                          | Tourouvre, Bivilliers                                                                 |
| Champs, Saint-Hilaire-le-Châtel | Saint-Hilaire-le-Châtel, Villiers-sous-Mortagne (sur quelques dizaines de mètres) | Bivilliers                                                                            |

## Toponymie
Le toponyme Bubertré semble issu de l'ancien français bos ou bus, « bois », et de l'anthroponyme germanique féminin Bertrada.

## Histoire
Au milieu du Moyen Âge, Bubertré est placée sous la responsabilité des seigneurs de Tourouvre[source insuffisante].

### Guerre de Cent Ans
En 1355, Bubertré est envahie par les Anglais. En 1422, la commune est reprise par les Français mais les Anglais reviennent et massacrent les Percherons en 1424, Bubertré sera finalement reprise par les Français en 1450, à la fin de la guerre de Cent Ans en Normandie.

### Guerres de Religions
Pendant les guerres de Religions, les seigneurs de Tourouvre se rangent aux côtés des rois. Robert de la Vove, seigneur de Tourouvre, se place aux côtés du roi Henri IV pendant le siège de Paris en 1590, et on le retrouve à ses côtés lors du siège de Rouen en 1592.

### Émigrations
Pendant le XVIIe siècle, de nombreux habitants du Perche, qui inclut Bubertré, émigrèrent vers le Canada.

## Politique et administration
| Période                                  | Période       | Identité        | Étiquette | Qualité |
| ---------------------------------------- | ------------- | --------------- | --------- | ------- |
| (avant 2001)                             | décembre 2015 | Gérard Villette | SE        |         |
| Les données manquantes sont à compléter. |               |                 |           |         |

Le conseil municipal était composé de onze membres dont le maire et deux adjoints.

## Démographie
L'évolution du nombre d'habitants est connue à travers les recensements de la population effectués dans la commune depuis 1793. À partir du 1er janvier 2009, les populations légales des communes sont publiées annuellement dans le cadre d'un recensement qui repose désormais sur une collecte d'information annuelle, concernant successivement tous les territoires communaux au cours d'une période de cinq ans. 
Pour les communes de moins de 10 000 habitants, une enquête de recensement portant sur toute la population est réalisée tous les cinq ans, les populations légales des années intermédiaires étant quant à elles estimées par interpolation ou extrapolation. Pour la commune, le premier recensement exhaustif entrant dans le cadre du nouveau dispositif a été réalisé en 2006,.
En 2021, la commune comptait 129 habitants, en évolution de −7,86 % par rapport à 2015 (Orne : −1,53 %, France hors Mayotte : +2,49 %).
Bubertré a compté jusqu'à 501 habitants en 1836.
| 1793 | 1800 | 1806 | 1821 | 1836 | 1841 | 1846 | 1851 | 1856 |
| ---- | ---- | ---- | ---- | ---- | ---- | ---- | ---- | ---- |
| 390  | 350  | 481  | 484  | 501  | 458  | 450  | 444  | 400  |

| 1861 | 1866 | 1872 | 1876 | 1881 | 1886 | 1891 | 1896 | 1901 |
| ---- | ---- | ---- | ---- | ---- | ---- | ---- | ---- | ---- |
| 405  | 394  | 378  | 367  | 331  | 315  | 289  | 297  | 284  |

| 1906 | 1911 | 1921 | 1926 | 1931 | 1936 | 1946 | 1954 | 1962 |
| ---- | ---- | ---- | ---- | ---- | ---- | ---- | ---- | ---- |
| 272  | 251  | 207  | 203  | 200  | 199  | 205  | 187  | 199  |

| 1968 | 1975 | 1982 | 1990 | 1999 | 2006 | 2011 | 2016 | 2020 |
| ---- | ---- | ---- | ---- | ---- | ---- | ---- | ---- | ---- |
| 167  | 149  | 117  | 115  | 146  | 154  | 142  | 138  | 131  |

## Culture locale et patrimoine

### Lieux et monuments
- Église Saint-Michel du XVIIe siècle. Elle abrite un retable du XVIIe avec statue de saint Michel, et une Vierge à l'Enfant du XVIe, œuvres classées au titre objet aux monuments historiques[11].
- Restes de l'enceinte du village[12].
- Vestiges d'une motte féodale au lieu-dit le camp de Saint-Gilles[12].
- Forêt du Perche, au nord du territoire. L'Avre y prend sa source. La réserve naturelle régionale de la clairière forestière de Bresolettes est en partie sur le territoire de la commune.

### Héraldique
| Blason de Bubertré | Blason  | De sinople à la fasce ondée d'argent accompagnée en chef d'une étoile de huit rais d'or et en pointe d'un champignon du même. |
| Blason de Bubertré | Détails | Le statut officiel du blason reste à déterminer.                                                                              |